# یودیت آرنت
یودیت آرنت (آلمانی: Judith Arndt؛ زادهٔ ۲۳ ژوئیهٔ ۱۹۷۶) دوچرخه‌سوار حرفه‌ای اهل آلمان است.
او برندهٔ جوایزی همچون برگ بوی نقره‌ای شده است.
آرنت در مسابقات کشوری و بین‌المللی در مجموع برندهٔ ۴ مدال طلا، ۱۰ مدال نقره، ۵ مدال برنز شده‌است.

## زندگی شخصی
آرنت از ۱۹۹۶ میلادی، همراه با شریک زندگی‌اش، پترا روزنر، که او هم دوچرخه‌سوار است، در لایپزیگ زندگی کرده است. آن‌ها در ۲۰۰۵ میلادی سفیران بازی‌های همجنس‌گرایان شدند. در ۲۰۱۲ میلادی، پس از جام جهانی، او با وکیل استرالیایی، آنا ویلسون در رابطه بوده است و در ملبورن زندگی می‌کند.